# Оберхахинг
Оберхахинг (нем. Oberhaching) — община в Германии, в земле Бавария. 
Подчиняется административному округу Верхняя Бавария. Входит в состав района Мюнхен.  Население составляет 12 939 человек (на 31 декабря 2010 года). Занимает площадь 26,60 км².
Коммуна подразделяется на 3 сельских округа.